# Groengeschubde cotinga
De groengeschubde cotinga (Ampelioides tschudii) is een zangvogel uit de familie van de cotinga's (Cotingidae).
Deze vogel is genoemd naar de Zwitserse natuuronderzoeker Johann Jakob von Tschudi.

## Verspreiding en leefgebied
Het dier komt voor van westelijk Venezuela tot Bolivia.

## Status
De grootte van de populatie is niet gekwantificeerd maar de soort wordt omschreven als schaars. Op de Rode lijst van de IUCN heeft deze soort de status niet bedreigd.